# مایکروسافت سکیوریتی اسنشالز
مایکروسافت سکوریتی اسنشالز (به انگلیسی: Microsoft Security Essentials) یک نرم‌افزار ضدویروس رایگان است که توسط شرکت مایکروسافت برای محافظت کاربران سیستم‌عامل ویندوز در برابر ویروس‌ها، جاسوس‌افزارها، روت‌کیت‌ها و تروجان‌ها ایجاد شده‌است. این نرم‌افزار جایگزین نرم‌افزارهای ویندوز لایو وان‌کر و ویندوز دیفندر گردید که اولی یک ضدویروس تجاری و دومی برای حفاظت کاربران در برابر جاسوس‌افزارها و آگهی‌افزارها بود. دو شرکت سیمانتک و مک‌آفی اعلام کردند که مایکروسافت سکیوریتی اسنشالز بهتر از محصولات آن‌ها نیست در حالیکه شرکت ای‌وی‌جی نظر مثبتی در مورد آن بیان داشته‌است و در مجموع نظر اکثر کارشناسان در مورد این نرم‌افزار با توجه به مصرف کم منابع سیستمی و رایگان بودن آن مثبت است.

## سابقه
مایکروسافت در ۱۸ نوامبر ۲۰۰۸ اعلام کرد که قصد دارد یک نرم‌افزار امنیتی رایگان به نام مورو را به مشتریانش ارائه کند. این امر تغییری در استراتژی مایکروسافت در زمینه بازاریابی نرم‌افزارهای ضدویروس کاربران بود که بجای ارائه یک نرم‌افزار ضدویروس آبونمان دار به همراه امکانات دیگر مانند پشتیبان گیر فایل‌ها و دیوارآتش شخصی، مورو را به صورت رایگان فقط برای کاربرانی که از ویندوز اصل استفاده می‌کردند و برای محافظت آن‌ها در برابر بدافزارها ارائه کرد. در ۱۷ ژوئن ۲۰۰۹، نام این نرم‌افزار از مورو به مایکروسافت سکیوریتی اسنشالز تغییر کرد. مایکروسافت در ۲۳ ژوئن ۲۰۰۹، نسخه بتا این نرم‌افزار را برای ۷۵۰۰۰ نفر از مشتریانش در ایالات متحده، اسرائیل، چین و برزیل عرضه کرد و در نهایت در ۲۹ سپتامبر همان سال، نسخه نهایی مایکروسافت سکیوریتی اسنشالز منتشر شد.

## تغییر نام
بعد از چند سال زمانی که نزدیک تاریخ عرضه ویندوز ۸ بودیم ناگهان مایکروسافت تصمیمش عوض شد و نام قدیمی ضد ویروس خود یعنی ویندوز دیفندر را برای این برنامه برگزید. ویندوز دیفندر برنامه ای بود که از سال ۲۰۰۵ تا سال ۲۰۰۹ به مایکروسافت خدمت می‌کرد تا اینکه مایکروسافت برنامه ضد ویروس بهتر و حرفه ای تر خود را با نام مایکروسافت سیکوریتی اسنشالز ارائه کرد. کلیت برنامه ویندوز دیفندر همین برنامه بود از قبیل منوی استارت، اشکال و … همه مثل همین برنامه بود. تنها تغییری که کرده بود، یک گزینه به نام (Scan now) به پایین صفحه منوی اصلی اضافه شده بود. به مدت ۶ سال این برنامه در قالب برنامهٔ ویندوز دیفندر به مایکروسافت خدمت کرد یعنی از سال ۲۰۱۲ (زمان عرضه ویندوز۸) تا اواخر سال ۲۰۱۷ یا اوایل سال ۲۰۱۸ (تا زمان آپدیت ویندوز۱۰ (ورژن۱۷۰۹)). این برنامه در آن زمان (زمان عرضه) از بهترین ضد ویروس رایگان بود.